# Lago Tōya

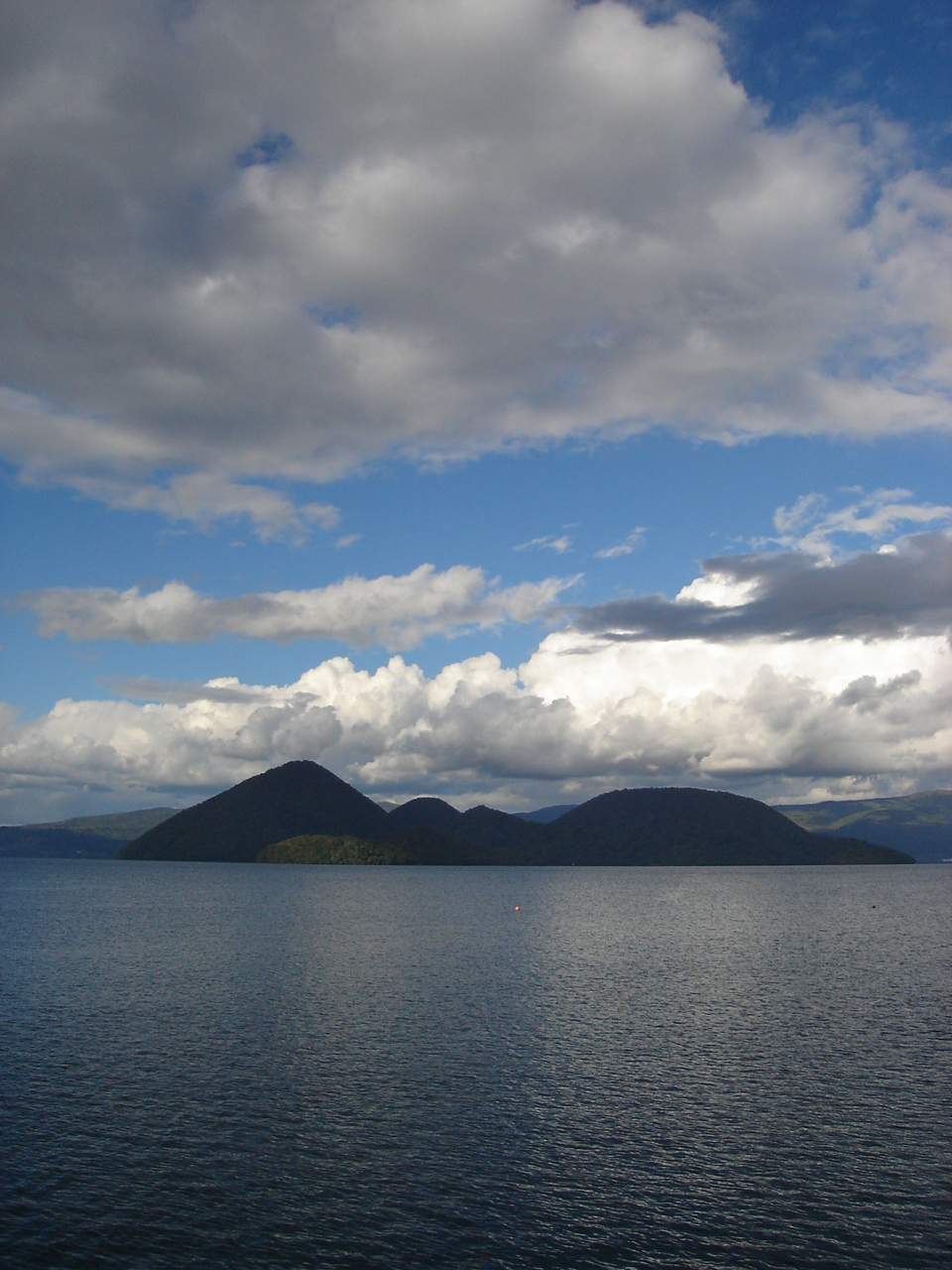
Lago Toya (octubre de 2007)

El lago Toya (洞爺湖 Tōya-ko?), es un lago que se encuentra entre el Pueblo de Toyako (洞爺湖町 Tōyako-chō?) del Distrito de Abuta (虻田郡 Abuta-gun?) y el Pueblo de Sobetsu (壮瞥町 Sōbetsu-chō?) del Distrito de Usu (有珠郡 Usu-gun?), ambos de la prefectura de Hokkaido de Japón. Es parte del Parque Nacional Shikotsu-Toya (支笏洞爺国立公園 Shikotsu-Tōya Kokuritsukōen?).

## Características
El 23 de abril de 2007 fue seleccionada para albergar la cumbre del G8 a realizarse en el 2008 en Japón.
Se encuentra al suroeste de la prefectura de Hokkaido. Es un lago que se formó dentro de una caldera volcánica, siendo la 9° en superficie de Japón, y 3° si se consideran sólo las formadas dentro de calderas volcánicas.
Posee un diámetro de 11 km en sentido este-oeste, y de 9 km en sentido norte-sur, teniendo una forma circular. En el centro se encuentra la Isla Naka (中島 Naka-shima?), de unos 4,85 km² de superficie, cuyo punto más alto alcanza los 455 m.
Los ainu lo conocían como "kim'un to" (lago de la montaña), pero se lo bautizó como "to ya" (orilla del lago).

## Curiosidades
- En el manga y anime Gintama, el protagonista, Gintoki, tiene un Bokken con el nombre del lago escrito en él.
- Datos: Q1323974
- Multimedia: Lake Toya / Q1323974